# 小友祇園山笠
小友祇園山笠（こどもぎおんやまかさ）とは、毎年旧暦の6月14日～15日に唐津市呼子町小友地区にある、地頭大明神の境内社の八坂神社で行われる小友祇園祭で奉納される山笠行事である。

## 概要
万治元年（1658年)にこの地でコレラが流行した際、疫病退散を祈願して行われた神事が起源と伝えられている。祇園祭であり、現在は1台の舁き山笠が運行されているほか、子供山笠（曳き山笠）も運行されている。
山笠の飾り方は、浜崎系の岩山笠。舁き山笠としてバランスをとるためか、他の地区と比べると前後の幅が短く、表と裏に幅の差が無い。またバレンと呼ばれる飾りを取り付けるのも周辺の山笠にはあまりない特徴。高さ15m、重さ3tの巨大な山笠で、転倒防止のため周囲に綱を張り支えて運行される。担ぎ棒は前後に4本ずつの計8本。
町内では、山笠を揺らして勢いをつけて短距離を走っては休憩し、それを繰り返して運行される。また、山笠が海に入って運行されることが特徴として知られている。この海を渡る行事は大潮の干潮時を選んで行われ、舁き手は首まで海につかって運行している。このため日程は太陰暦により決められ、太陽暦でいえば毎年異なる日に祭が行われている。1日目の山笠巡航は昼に行われるが、2日目は、日が昇る前の早朝に巡航する。
囃子は鐘と太鼓のみで、それにあわせて「アーサッサィ」の掛け声を掛けながら山笠が巡行される。